# ادوارد راپ
ادوارد راپ (روسی: Эдуард Рейнгольдович Рапп؛ زادهٔ ۷ مارس ۱۹۵۱) دوچرخه‌سوار اهل اتحاد جماهیر شوروی سوسیالیستی است.
وی در مسابقات کشوری و بین‌المللی در مجموع برندهٔ ۲ مدال طلا، ۲ مدال نقره، ۱ مدال برنز شده‌است.